# Maxus V70
Maxus V70 – samochód dostawczo-osobowy typu van klasy średniej produkowany pod chińską marką Maxus od 2023 roku.

## Historia i opis modelu

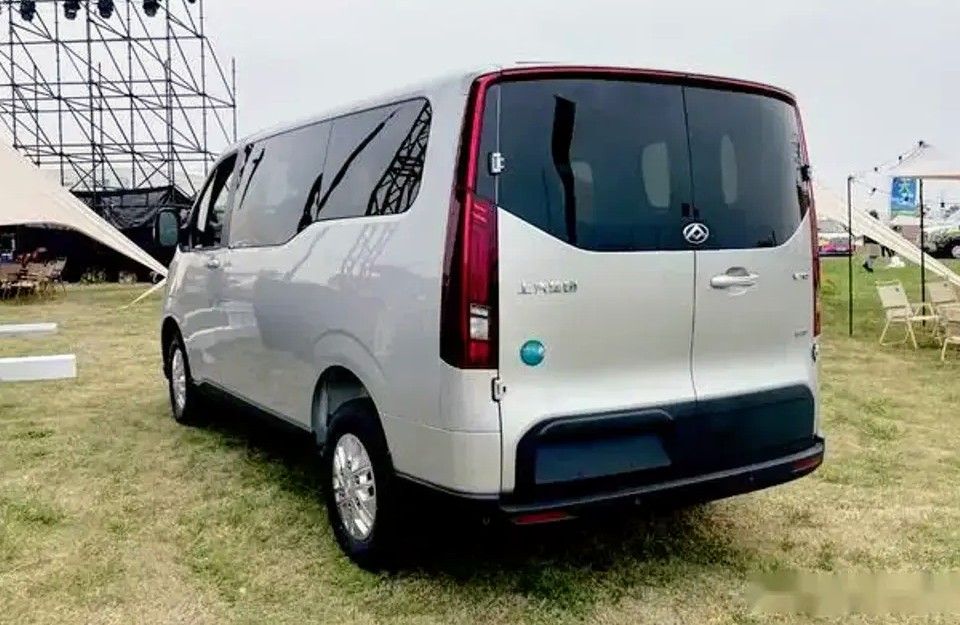
Maxus V70 - tył

W grudniu 2022 Maxus przedstawił nowy, średniej wielkości osobowo-dostawczy model uzupełniający ofertę poniżej topowego V90 i stanowiący odpowiedź m.in. na Forda Transit Custom. Samochód powstał w ramach kooperacji koncernu SAIC z włoskim Iveco, które specjalnie z myślą o chińskim rynku uzupełniło swoją gamę o bliźniaczy model Iveco Fidato.
Pod kątem wizualnym samochód zyskał smukłą, strzelistą sylwetkę z załamaną linią szyb, dużym wlotem powietrza wkomponowanym w przedni zderzak i reflektorami wykonanymi w technologii Matrix LED. Producent przewidział rozbudowy zakres personalizacji Maxusa V70, w przypadku odmiany osobowej przewidując dwubarwne malowanie nadwozia, a wobec wersji dostawczej - różne długości rozstawu osi, zabudowy nadwozia oraz wysokości kabiny transportowej.
Gamę jednostek napędowych początkowo tworzy wyłącznie czterocylindrowy, 2-litrowy silnik wysokoprężny rozwijający moc 125 KM, współpracując z 9-biegową automatyczną skrzynią biegów.

### EV70
We wrześniu 2023 zaprezentowana została odmiana elektryczna, która powstała głównie z myślą o rynku europejskim i w ten sposób nadano jej typową dla dostawczych modeli Maxusa na rynkach eksportowych nazwę Maxus eDeliver 7. Producent przewidział 204-konny układ napędowy współpracujący z 77 kWh lub 88 kWh baterią: pierwsza zaoferowała ok. 320 kilometrów zasięgu na jednym ładowaniu, a drugi 365 kilometrów. W listopadzie tego samego roku zaprezentowano wariant na wewnętrzny rynek chiński jako Maxus EV70.

### Sprzedaż
Początek sprzedaży Maxusa V70 wyznaczony został na początek 2023 roku, poczynając początkowo wyłącznie od rynku chińskiego. Wiosną 2024 roku firma poszerzyła zasięg rynkowy swojego średniej wielkości modelu osobowo-dostawczego także o inne rynki globalne jak m.in. Europa Zachodnia czy Australia pod nazwą LDV eDeliver 7. W październiku tego samego roku zaprezentowany został wariant przeznaczony do sprzedaży na rynku meksykańskim pod nazwą Chevrolet Express Max.

### Silnik
- R4 2.0l 125 KM